# Min Sun-ye
Min Sun-ye (hangul: 민선예; hanja: 閔先藝; rr: Min Seon-ye; MR: Min Sŏn-ye; Seul, 12 de agosto de 1989), mais conhecida apenas como Sunye (hangul: 선예), ou Sun, é uma cantora, atriz, missionária e filantropa sul-coreana. Ela é popularmente conhecida por ter sido integrante do grupo feminino Wonder Girls.
Se tornou uma das primeiras estagiárias recrutadas pela JYP Entertainment, desde a sua descoberta em 2001 até sua estreia com o grupo, em 2007.

## História
Sunye nasceu no dia 12 de agosto de 1989 em Seul, na Coreia do Sul. Ela atendeu a Korea Arts High School e a Dongguk University, em 2001 Sunye foi descoberta para JYP Entertainment pelo projeto "99% Challenge" onde ela cantou e dançou. Ela então treinou e debutou nas Wonder Girls em 2007.

## Vida pessoal
Sunye foi criada pelos seus avós, pois sua mãe faleceu quando ela era muito jovem e seu pai sofria de uma condição de saúde grave que o mantinha na cama. No outono de 2007, antes das promoções das Wonder Girls para seu single "Tell Me", o avô de Sunye morreu. Em outubro de 2009, seu pai foi levado às pressas para a unidade de terapia intensiva depois de sua condição ter piorado. Na época Sunye estava promovendo em Nova Iorque com o grupo, então ela teve que pegar o primeiro voo para a Coreia do Sul, tendo que ficar fora de inúmeros eventos promocionais para estar com seu pai. Em 23 de junho de 2010, o pai de Sunye morreu devido a uma doença crônica que ele vinha sofrendo por mais de 20 anos.
Mais tarde em 2011, durante um episódio da SBS '"Strong Heart", Sunye anunciou que ela estava namorando um coreano-canadense que ela conheceu no Haiti durante uma viagem missionária. Ela tinha mantido em segredo até Park Jin-young ter tirado a proibição de namoro estabelecida no seu contrato, em meados de novembro. Poucos detalhes foram revelados sobre ele porque Sunye admitiu que não era uma celebridade e está atualmente vivendo em Toronto, no Canadá.
Em 26 de novembro de 2012, JYP Entertainment anunciou que Sunye ia se casar com seu namorado de dois anos, James Pak. Ela se casou em 26 de janeiro de 2013.
Em 4 de abril de 2013, Sunye anunciou através de sua conta pessoal no Twitter que ela estava esperando seu primeiro filho com o marido, James Park. Ela deu à luz sua primeira filha, Hailey (Park Eun Yoo) em 16 de outubro de 2013. Em 2016, Sunye disse que estava grávida novamente e em 22 de abril de 2016 deu à luz Elisha Park (Park Ha Jin).

## Carreira

### Wonder Girls
Sunye debutou como líder e vocalista principal das Wonder Girls em 2007 com "Irony".
Em 2013, quando casou-se com James Park, o grupo entrou em hiatus. Em abril Sunye afirmou que estaria esperando o seu primeiro filho. Em boatos de 2014, quando o grupo ainda estava em hiatus, Sunye afirmou em uma igreja que costumava cantar em vazio que estaria aposentando e iria sair do Wonder Girls. A JYP, afirmou que Sunye não entrou em contato com a gravadora, e ainda tinha um mesmo contrato com a JYP Entertainment. Em 2015,Sunye cancelou seu contrato com a JYP Entertainment, e saiu oficialmente do Wonder Girls.

## Filantropia
Junto com os outros membros Wonder Girls, Sunye muitas vezes faz doações de caridade para várias instituições, hospitais e orfanatos em torno de Coreia. Em setembro de 2010, ela fez uma visita a um homem idoso que havia se isolado nas montanhas depois de ser vítima de muitos casos de fraude. De acordo com o produtor que seguiu a ela, "Sunye preparou roupas, sapatos, um rádio, alimentos e outros presentes para o homem. Ele não teve tempo de se falar e por isso havia um cheiro muito ruim vindo dele, mas Sunye não prestou atenção a isso e estendeu as mãos com força, pedindo-lhe para viver uma vida longa. Ela também orou por sua boa saúde."
Em maio de 2011, Sunye foi em uma missão longa de voluntários para o Haiti, onde cuidou de crianças em um orfanato e tratou de vítimas com cólera.
Em 16 de outubro de 2012, Sunye foi a oradora convidada no George Washington University Jack Morton Auditorium, onde apresentou uma palestra sobre K-Pop, "An Idol Star’s Illusions and Responsibility". O centro cultural da embaixada sul-coreana organizou e patrocinou o evento.

## Discografia

### Singles digitais
| Ano  | Álbum                             | Canção              |
| ---- | --------------------------------- | ------------------- |
| 2007 | Han Sung Byul Gok OST             | "일월지가"          |
| 2011 | Dream High OST Parte 2 (드림하이) | "Maybe"             |
| 2012 | Feast Of The Gods OST             | "The Sound Of Love" |
| 2012 | Ohlala Couple OST                 | Come to Me          |

### Colaborações
| Ano  | Artista                 | Canção           |
| ---- | ----------------------- | ---------------- |
| 2007 | 8Eight                  | "The First"      |
| 2007 | 8Eight & Ye Eun & Pdogg | "Sai"            |
| 2007 | Park Jin-young          | "Back To Stage"  |
| 2008 | Mighty Mouth            | "Energy"         |
| 2008 | Vários Artistas         | "Cry With Us"    |
| 2008 | Vários Artistas         | "I Love Asia"    |
| 2010 | JYP Nation              | "This Christmas" |

## Filmografia

### Televisão
| Ano       | Título               | Papel                                                                                       | Notas                              |
| --------- | -------------------- | ------------------------------------------------------------------------------------------- | ---------------------------------- |
| 2007–2008 | MBC Show! Music Core | Co-apresentadora juntamente com Sohee & T.O.P do Big Bang                                   |                                    |
| 2008      | Solomon's Choice     | Convidada                                                                                   |                                    |
| 2010      | MBC Show! Music Core | Co-apresentadora juntamente com Yubin & Jung Yong Hwa do CN Blue                            | Apresentadora convidada por um dia |
| 2011      | KBS Music Bank       | Co-apresentadora juntamente com Sohee & Tim (cantor sul-coreano) & Shindong do Super Junior |                                    |

### Aparições em vídeos musicais
| Ano  | Título da canção | Artista         | Papel     |
| ---- | ---------------- | --------------- | --------- |
| 2008 | "Forever"        | Lee Byul        | Ela mesma |
| 2008 | "Cry With Us"    | Vários Artistas | Ela mesma |
| 2008 | "I Love Asia"    | Vários Artistas | Ela mesma |
| 2010 | "This Christmas" | JYP Nation      | Ela mesma |

### Cinema
| Ano  | Título             | Papel                 |
| ---- | ------------------ | --------------------- |
| 2010 | The Last Godfather | Participação especial |
| 2012 | The Wonder Girls   | Ela mesma             |

## Turnês

### Participação em turnês
- 2010 Park Jin-young Bad Party – The Dancer (2010)